# CS Gloria 2018 Bistrița-Năsăud
El CS Gloria 2018 Bistrița-Năsăud es un club de balonmano femenino de localidad rumana de Bistrița. En la actualidad juega en la Liga Națională.
Gloria Bistrița alcanzó los cuartos de final de la Liga Europea de la EHF en 2020 cuando finalmente fueron eliminadas por Herning-Ikast Håndbold

## Plantilla 2019-20
|  | Porteras - 12 Darly Zoqbi - 16 Ljubica Nenezić - 94 Ana Maria Inculeț Extremos izquierdos - 02 Nicoleta Dincă - 15 Valentina Ardean-Elisei - 96 Bianca Zegrean Extremos derechos - 03 Magdalena Paraschiv - 79 Andra Moroianu - 88 Mariana Costa Pivotes - 09 Diana Șamanț - 24 Daniela Rațiu | Laterales izquierdos - 08 Maria Țanc - 17 Teodora Bloj - 25 Andreea Tetean Centrales - 04 Laura Pristăviță - 05 Szilvia Szabo - 21 Dziyana Ilyina Laterales derechos - 28 Natallia Vasileuskaya |